# Makhmut Akhmetovich Gareyev
Mahmut Akhmetovich Gareyev (tiếng Nga: Махмут Ахметович Гаре́ев, tiếng Tatar: Məxmüt Əxmət uğlı Gərəyev, Mәhmүt Әhmәt uly Gәrәev, sinh ngày 23 tháng 7 năm 1923) là một Đại tướng của quân đội Liên Xô, và cũng là một giáo sư, tiến sĩ khoa học quân sự và khoa học lịch sử, nhà nghiên cứu học thuyết quân sự của Liên Xô và Nga.